# Лук Кирилла
Лук Кири́лла, или Лук увели́ченный, или Лук Чири́лло (лат. Āllium cyrīlli) — вид однодольных растений рода Лук (Allium) семейства Амариллисовые (Amaryllidaceae). Впервые описан итальянским ботаником Микеле Теноре в 1827 году.
В ряде источников встречается ошибочное написание Allium cyrillii.

## Распространение

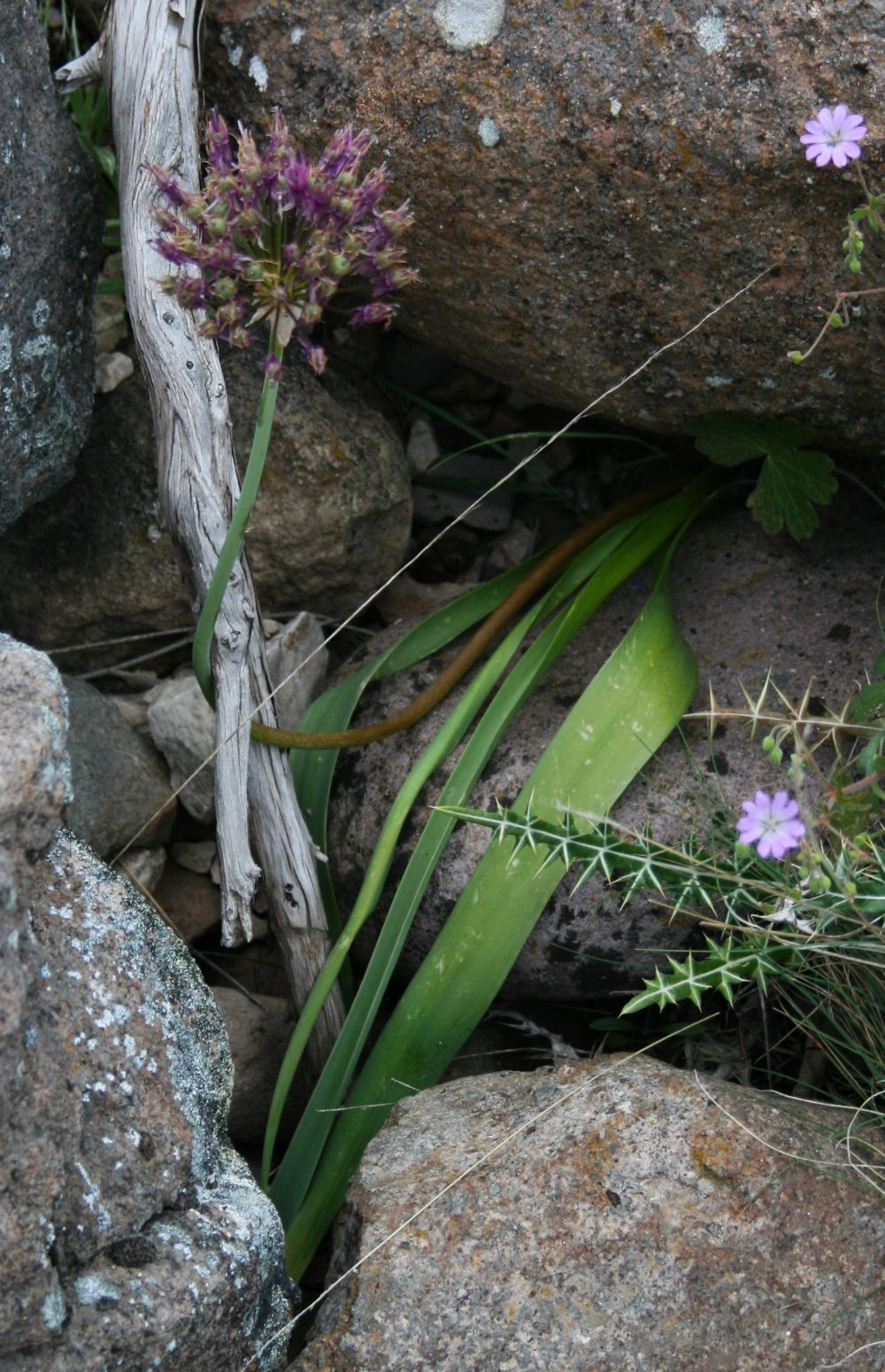
Общий вид цветущего растения

Встречается от юга Франции и Италии до Греции и запада Турции, а также в Крыму.

## Ботаническое описание
Травянистое растение, луковичный геофит.
Листья сидячие, размещены у основания растения.
Соцветие — зонтик. Цветки с шестью лепестками.
Плод — коробочка.
Число хромосом — 2n=32.

## Охранный статус
Растение включалось в Красную книгу Севастополя.

## Синонимы
Синонимичные названия:
- Allium auctum Omelczuk
- Allium fragrans Cirillo ex Ten. nom. illeg.
- Allium nigrum var. cyrilli (Ten.) Fiori